# Grúz Wikipédia
A grúz Wikipédia (grúz nyelven ქართული ვიკიპედია) a Wikipédia projekt grúz nyelvű változata, egy szabadon szerkeszthető internetes enciklopédia. 2003 novemberében indult el, 2018-ban pedig már több mint 120 000 szócikket tartalmazott.

## Mérföldkövek
- 2003. november – Elkészül az első szócikk
- 2006 – Elkészül a 10 000. szócikk
- 2008 – Elkészül a 23 000. szócikk
- 2009 – Elkészül a 30 000. szócikk
- 2011 – Elkészül az 50 000. szócikk
- 2013 – Elkészül a 70 000. szócikk
- 2014 – Elkészül a 80 000. szócikk
- 2015 – Elkészül a 100 000. szócikk

## Külső hivatkozások
- Grúz Wikipédia
- Grúz Wikipédia mobiltelefonos verziója